# Claudio Imhof
Claudio Imhof (ur. 26 września 1990 w Fahrni) – szwajcarski kolarz torowy i szosowy, brązowy medalista torowych mistrzostw świata i dwukrotny medalista torowych mistrzostw Europy.

## Kariera
Pierwsze sukcesy w karierze osiągnął w 2008 roku, kiedy zdobył dwa medale. Najpierw zdobył brązowy medal w madisonie podczas torowych mistrzostw świata juniorów w Kapsztadzie, a następnie zwyciężył w scratchu na mistrzostwach Europy juniorów w Pruszkowie. Następnie zdobył srebrny medal w madisonie podczas mistrzostw Europy w Apeldoorn. Na rozgrywanych cztery lata później mistrzostwach Europy w Grenchen zajął trzecie miejsce w wyścigu punktowym. Ponadto na torowych mistrzostwach świata w Londynie w 2016 roku wywalczył brązowy medal w scratchu. Wyprzedzili go jedynie Hiszpan Sebastián Mora i Ignacio Prado z Meksyku.